# Zafar Rasheed Bhatti
Zafar Rasheed Bhatti (c. 1950 - Rawalpindi (Pakistán) 27 de abril de 2020) fue un periodista paquistaní. 

## Carrera
Bhatti se unió a Associated Press de Pakistán (APP) en 1984 después de haber trabajado en Pakistan Press International y Nawaiwaqt. Permaneció asociado con APP hasta 2010. Durante su asociación con APP, trabajó como reportero jefe de la agencia de noticias y fue presidente del sindicato de empleados de APP.

## Fallecimiento
Fallecimiento el 27 de abril de 2020 a los 70, en Islamabad después de contraer coronavirus durante una visita de Tabligh.